# Joseph Aziz
Joseph Annor Aziz (* 7. Januar 1974 in Accra, Ghana) ist ein ehemaliger ghanaischer Fußballspieler.
Der 1,75 m große Stürmer absolvierte in den Jahren 1998 bis 2003 insgesamt 27 Spiele in der 2. Fußball-Bundesliga für die Stuttgarter Kickers und Eintracht Trier und erzielte dabei vier Tore.